# Galo Plaza Lasso

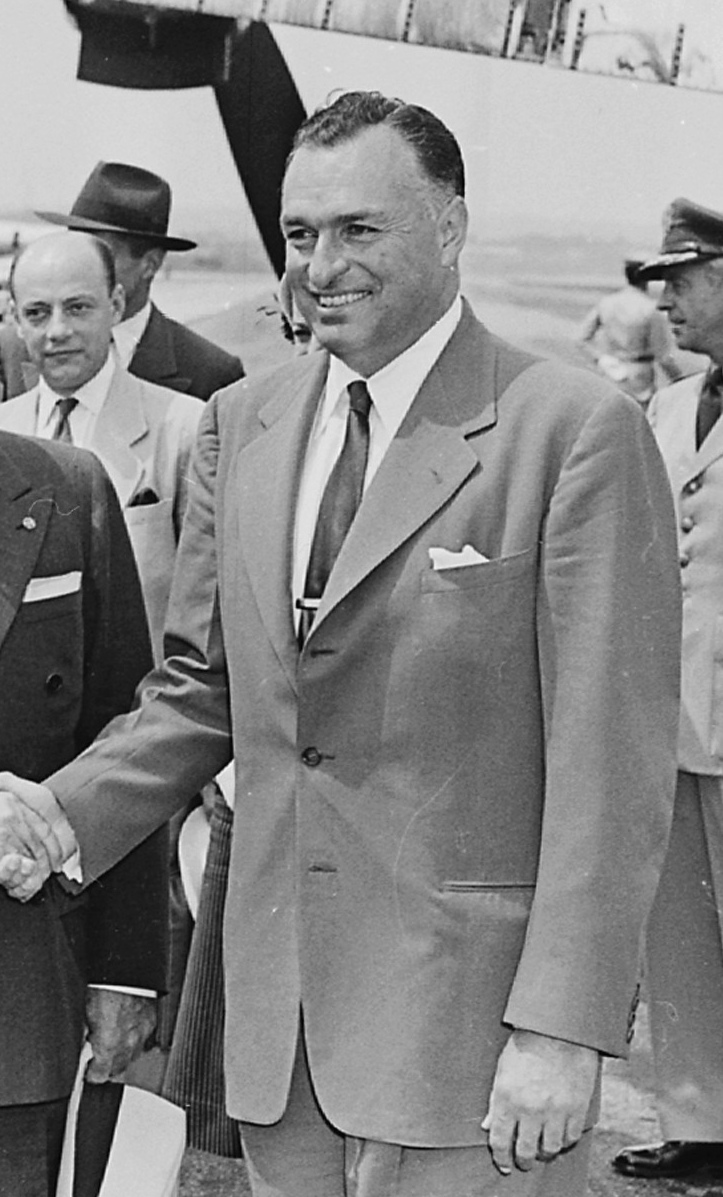
Galo Plaza Lasso

Galo Plaza Lasso (* 17. Februar 1906 in New York City; † 28. Januar 1987 in Quito) war ein ecuadorianischer Diplomat und Politiker. Er war von 1948 bis 1952 Präsident Ecuadors und von 1968 bis 1975 Generalsekretär der Organisation Amerikanischer Staaten.

## Leben und Wirken
Plaza wurde 1906 in New York (im Marlton House im Greenwich Village) geboren, während sich sein Vater, der General Leonidas Plaza Gutiérrez, der von 1901 bis 1905 Präsident Ecuadors gewesen war, dort im Exil befand. Galo Plazas Mutter Abelina Lasso war ebenfalls Ecuadorianerin. Von 1912 bis 1916 war Plaza Gutiérrez erneut Präsident Ecuadors.
Plaza Lasso machte in Quito sein Abitur und studierte anschließend in den USA Landwirtschaft an der University of Maryland, Volkswirtschaftslehre an der University of California, Berkeley und schließlich internationales Recht an der Diplomatenschule der Georgetown University. Das Ende seines Studiums fiel mit der Weltwirtschaftskrise (1929) zusammen, so dass Plaza entgegen seinen ursprünglichen Plänen nach Ecuador zurückkehrte.
Dort begann er seine politische Karriere als Stadtrat der Hauptstadt Quito in einer Zeit großer politischer Instabilität in seinem Land. 1938 wurde er Verteidigungsminister unter Präsident Aurelio Mosquera Narváez. In der ecuadorianischen Hauptstadt gründete er 1940 die zweisprachige (spanisch-englisch) Oberschule Colegio Interamericano de Quito. Von 1944 bis 1946 war er während der zweiten Präsidentschaft Velasco Ibarras ecuadorianischer Botschafter in den USA. Er unterzeichnete 1945 für sein Land die Charta der Vereinten Nationen. Danach war er Mitglied des Senats von Ecuador.
Nachdem Velasco 1947 gestürzt worden war und der zum Übergangspräsidenten gewählte Carlos Julio Arosemena Tola Wahlen für 1948 ausschrieb, trat Plaza bei diesen für die Liberale Partei an und wurde mit einem knappen Vorsprung von ca. 3800 Stimmen vor Manuel Elicio Flor (PCE) gewählt. Am 1. September 1948 trat er sein Amt an. Seine Präsidentschaft war durch wirtschaftlichen Aufschwung und besonders durch ein rasches Zunehmen landwirtschaftlicher Exporte geprägt. Hierzu gehörte die starke Zunahme des Anbaus und Exports von Bananen, für die Ecuador heute weltweit bekannt ist. Plaza als studierter Landwirt und Inhaber von Haciendas unterstützte aktiv die Modernisierung der ecuadorianischen Landwirtschaft. Er war der erste Präsident seit José Luis Tamayo (1920–1924), dessen Amtszeit regulär beendet wurde.
Während seiner Präsidentschaft wurde am 5. August 1949 die Stadt Ambato durch ein Erdbeben erschüttert, das etwa 8.000 Todesopfer forderte und große Schäden in den Provinzen Tungurahua und Cotopaxi anrichtete. Besonders Ambato und die Kleinstädte Pelileo und Píllaro erlitten starke Zerstörungen. Mit den staatlichen Planungen für den Wiederaufbau beauftragte Plaza den Architekten Sixto Durán Ballén.
Nach Ende seiner Präsidentschaft war er als Vermittler der Vereinten Nationen bei Konflikten im Libanon (1958), im Kongo (1960) und auf Zypern (1964–1965) tätig. 1960 kandidierte er erneut bei den ecuadorianischen Präsidentschaftswahlen, unterlag jedoch Velasco Ibarra. Er wurde 1968 Generalsekretär der Organisation Amerikanischer Staaten und hatte dieses Amt bis 1975 inne.
Außerdem war Plaza langjähriger Präsident des 1942 gegründeten ecuadorianischen Holstein-Friesian-Züchterverbandes und hatte als solcher eine bedeutende Stellung in der Landwirtschaftspolitik, insbesondere bei der Festlegung der Milchpreise inne. Die von seiner Familie mütterlicherseits stammende Hacienda Lasso in der Provinz Cotopaxi ist noch heute für ihre hochwertigen Milchprodukte und als Hacienda-Hotel bekannt.